# Phoroncidia thwaitesi
Phoroncidia thwaitesi är en spindelart som beskrevs av O. Pickard-Cambridge 1869. Phoroncidia thwaitesi ingår i släktet Phoroncidia och familjen klotspindlar.
Artens utbredningsområde är Sri Lanka. Inga underarter finns listade i Catalogue of Life.